# Толокново (Архангельская область)
Толокново — деревня в Холмогорском районе Архангельской области.

## География
Находится в центральной части Архангельской области на расстоянии приблизительно 19 км на север-северо-запад от села Емецк в низовьях речки Сия. Входит в куст деревень Сия.

## История
В 1859 году здесь (тогда деревня Нюровская Холмогорского уезда Архангельской губернии) было учтено 10 дворов. До 2022 года входила в Емецкое сельское поселение до его упразднения.

## Население
| 1859 | 1905 | 2002 | 2010 | 2012 |
| ---- | ---- | ---- | ---- | ---- |
| 70   | ↗120 | ↘8   | →8   | →8   |